# Кузнецов, Михаил Михайлович (генерал)
Михаил Михайлович Кузнецов (1791—1856) — генерал-лейтенант, походный атаман Донских казачьих полков.

## Биография
Родился в 1791 году, происходил из донских казаков. В военную службу вступил 9 декабря 1808 года в кавалерию.
В 1812 году Кузнецов принимал участие в отражении нашествия Наполеона в Россию и последующих в 1813 и 1814 годах Заграничных походах. За отличия против французов в 1813 году был награждён орденами св. Анны 4-й степени, св. Владимира 4-й степени и в 1814 году — орденом св. Анны 2-й степени (императорская корона к этому ордену пожалована в 1830 году). Также от прусского короля он получил орден «Pour le Mérite» и от австрийского императора — орден Леопольда 3-го класса.
В 1831 году Кузнецов, уже будучи полковником, сражался в Польше с повстанцами и 8 октября был награждён золотой саблей с надписью «За храбрость» и орденом св. Владимира 3-й степени, также он получил польский знак отличия за военное достоинство (Virtuti Militari) 3-й степени. 18 октября того же года произведён в генерал-майоры.
По возвращении в Россию Кузнецов был назначен командиром Атаманского полка, а 4 февраля 1842 года получил в командование лейб-гвардии Казачий полк. Этим полком он командовал чуть более года и 17 апреля 1843 года был назначен походным атаманом Донских казачьих полков в действующей армии. Несколькими днями ранее, 11 апреля, он был произведён в генерал-лейтенанты. За это время Кузнецов был награждён орденами св. Станислава 1-й степени (в 1836 году), св. Георгия 4-й степени (за беспорочную выслугу, 1 декабря 1838 года, № 5687 по кавалерскому списку Григоровича — Степанова) и св. Анны 1-й степени (в 1842 году, императорская корона к этому ордену пожалована в 1845 году).
На должности походного атамана Кузнецов принял участие в Венгерском походе и 1 сентября 1849 года был награждён орденом св. Георгия 3-й степени (№ 466 по кавалерским спискам)
В воздаяние отличнаго подвига, оказаннаго в деле при занятии г. Токая, а также в сражении 11-го Июля при деревне Гарсании и 12-го и 13-го того же месяца под Мишкольцем, где, командуя авангардом 4-го пехотнаго корпуса, явил совершенное благоразумие и примерное мужество, способствуя тем успеху над неприятелем.
В 1851 году награждён орденом св. Владимира 2-й степени
Во время Восточной войны Кузнецов действовал против турок на Дунае, а по перенесении военных действий в Крым продолжил командование казачьими полками в Южной армии.
Высочайшим приказом от 30 апреля 1855 года Кузнецов был уволен в бессрочный отпуск для излечения болезни. Он уехал на Кавказские минеральные воды и скончался в Пятигорске 24 июля 1856 года, из списков исключён 3 сентября.